# Náchod
Náchod (dawniej niem. Nachod) – miasto w Czechach, położone w kraju hradeckim, w powiecie (okres) Náchod, przy granicy polsko-czeskiej. Miasto leży na wysokości 346 m n.p.m., nad rzeką Metuje, lewym dopływem Łaby, na granicy Pogórza Orlickiego i Jestřebích hor.
- Liczba mieszkańców: 21 197 (30.11.2005.)
- Powierzchnia: 33,34 km².

Najbliższym miastem po polskiej stronie jest Kudowa-Zdrój. Dawne przejście graniczne Kudowa Słone-Náchod leży na głównej trasie Warszawa-Praga (droga E67).

## Gospodarka
W mieście rozwinął się przemysł bawełniany, gumowy, elektrotechniczny, spożywczy, skórzany oraz drzewny
W mieście znajduje się stacja kolejowa Náchod.

## Historia

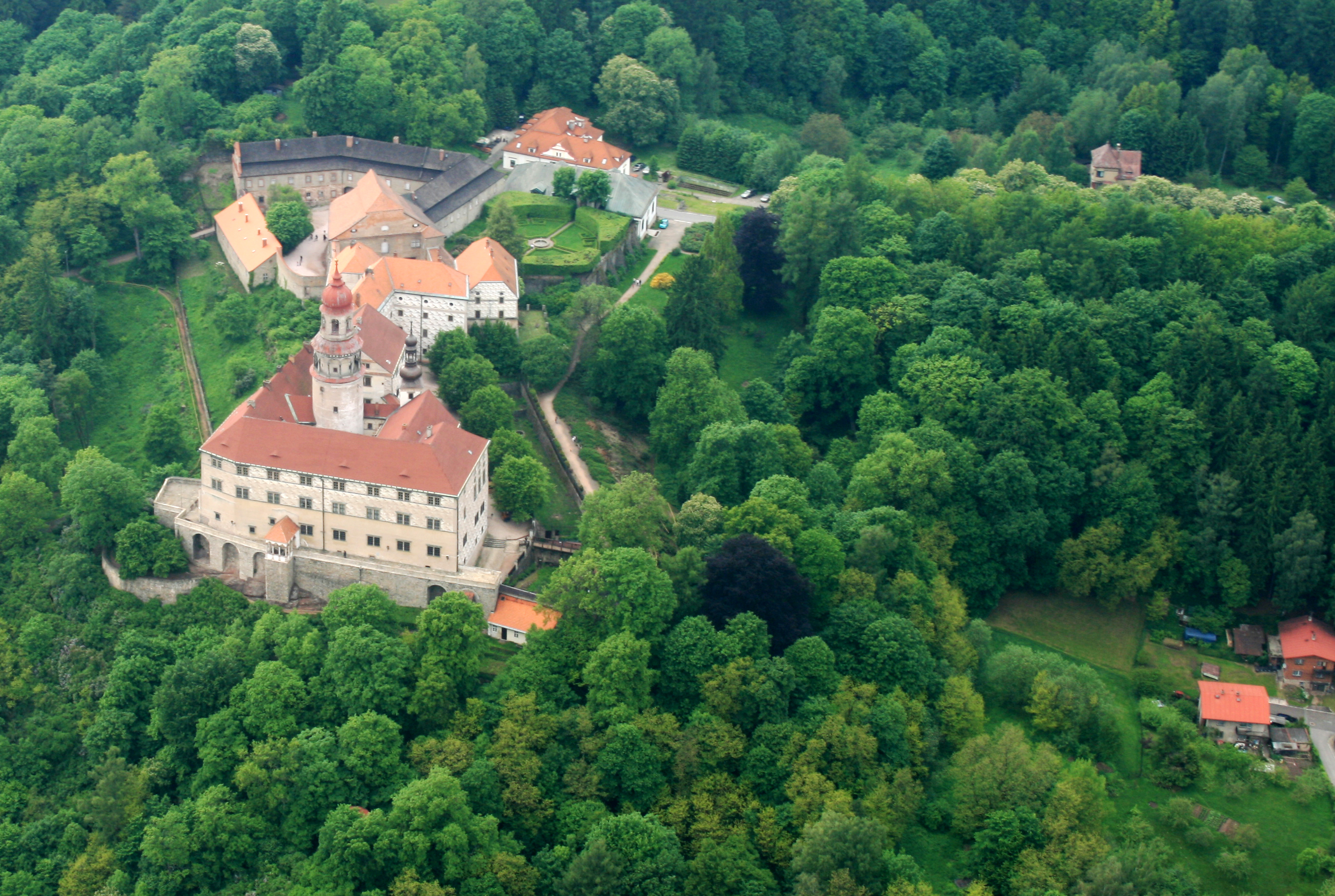
Zamek w Náchodzie

Założone było w I połowie XIII w. przez rycerza Hrona z rodu Načeradiców. Pierwsze wzmianki o mieście pochodzą z 1254 roku.
Od 1601 do Náchodu należał majątek Słone (pola uprawne, łąki i lasy), który mimo oddzielenia granicą po wojnach śląskich nadal był użytkowany przez miasto. Kres temu stanowi rzeczy położyła II wojna światowa i włączenie terytorium byłego majątku do Polski.
W 2016 na Rynku Karola zainstalowano dzwonkowy kurant z miniaturą miejscowego zamku na szczycie, umożliwiający dzięki 12 dzwonkom odtwarzanie 25 prostych melodii.

## Podział

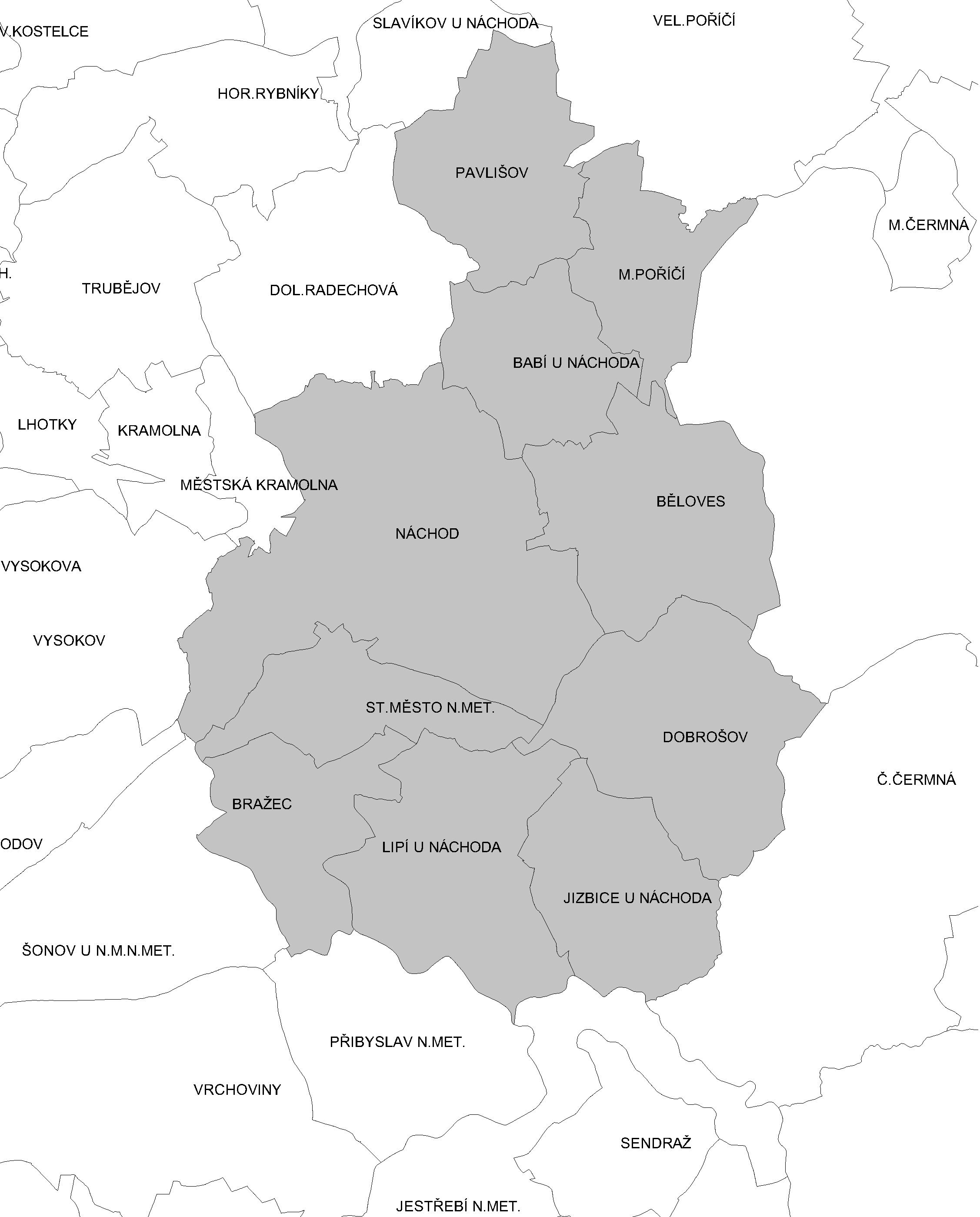
Podział administracyjny miasta

Náchod składa się obecnie z 10 dzielnic:
- Babí – Babí u Náchoda
- Běloves
- Bražec
- Dobrošov
- Jizbice  –  Jizbice u Náchoda
- Lipí  –  Lipí u Náchoda
- Malé Poříčí – Běloves i Malé Poříčí
- Náchod
- Pavlišov
- Staré Město nad Metují

Wcześniej do miasta należały także niezależne wsie Kramolna a Vysokov.
Dalej w dół potoku Metuje wieś Bražec łączy się ze Starym Miastem. Rozpoczyna się tu głęboka dolina w pobliżu oczyszczalni ścieków, której znaczna część została uznana w 1997 roku za rezerwat przyrody. Po kilku kilometrach przejdziemy magiczną doliną po nowej nawierzchni ścieżki rowerowej do wsi Ostrovy (gdzie można się posilić) i dalej, po nowych drewnianych kładkach, do Pekli. W Pekli znajduje się sezonowy przystanek autobusowy w kierunku Nové Město nad Metují oraz drogowskaz wskazujący np. drogę do Lipí. Z Pekli można jechać dalej lewym dopływem rzeki Metuja, potokiem Olešenka. Jeszcze głębsza i bardziej zamknięta dolina doprowadzi nas do Dolů, części wsi Nowy Hrádek. Objazdami z doliny można dotrzeć także do Českowej Čermnej , Borovej lub Krahulčí.

## Zabytki
- Zamek w Náchodzie – ul. Smiřických
- Kościół św. Wawrzyńca – Rynek (Nám. T.G.Masaryka nr 37)
- Ratusz – Rynek (Nám. T.G.Masaryka nr 1)
- Pręgierz – Rynek (Nám. T.G.Masaryka), obok ratusza
- Nowy ratusz – Rynek (Nám. T.G.Masaryka nr 40)
- Hotel i teatr Beránek – Rynek nr 74 (Nám. T.G.Masaryka nr 74), północna pierzeja
- Budynek dziekanatu – Rynek nr 74 (Nám. T.G.Masaryka nr 75), północna pierzeja
- Fontanna Rynek (Nám. T.G.Masaryka nr 40), przed urzędem pocztowym
- Figura św. Trójcy – Rynek, północno-wschodnia strona (Nám. T.G.Masaryka nr 75)
- Figura św. Jana Nepomucena – Rynek (Nám. T.G.Masaryka), północna strona obok kościoła
- Kalwaria – Rynek (Nám. T.G.Masaryka), obok kościoła
- Figura N.P.Marii – Rynek, południowo-wschodnia strona (Nám. T.G.Masaryka)
- Podstawa figury św. Jana Nepomucena – przy podeście schodów pałacowych
- Dom z barokową figurką Panny Marii Bolesnej – ul. Riegrova nr 866
- Pozostałości średniowiecznych murów miejskich z ok. 1325 r.
- Dom Cyryla Bartonia, obecnie biblioteka – ul. Kamenice nr 105
- Kościółek św. Michała – ul. Komenského nr 38
- Figura św. Wacława – ul. Komenského, obok kościółka św. Michała, w pobliżu szkoły
- Synagoga w Náchodzie – nie istnieje
- Cmentarz miejski
- Kościół cmentarny św. Jana Chrzciciela
- Figura Ukrzyżowania – ul. Českoskalická, obok cmentarza
- Figura Ukrzyżowania – na skrzyżowaniu ulic B.Němcovéj, Purkyňiego i Bartoňovej, w ogrodzie domu nr 465
- Figura Ukrzyżowania – na rozwidleniu ulic Purkyňovej i Dobrošovskéj, przy murze hotelu Hron
- Kaplica Zwiastowania Panny Marii – Plhov, Na Hrobku, ul. Tylova
- Stajnie pałacowe, obecnie galeria sztuk pięknych, ul. Smiřických nr 272
- Figura św. Jana Nepomucena – aleja Kateřiny Zaháňské, przy schodach wiodących na zamek z inskrypcją na postumencie łac. Aex dicat auxiliis magni soluata Borussiis (Poświęcony wielkiej pomocy w uwolnieniu od  Prus) i chronostychem MDCLLXXVVVIIIIIII - 1742[4].
- Krzyż pamiątkowy z wojny siedmioletniej – aleja Kateřiny Zaháňské, na końcu oddalonym od pałacu
- Cmentarz wojenny z 1866 r. – ul. Smiřických nr 272
- Kolonia domów robotniczych – Babí, Na Vyšehradě nr 154–161
- Figura Ukrzyżowania – Běloves, ul. Na Horním Konci, w ogrodzie domu nr 127, obok rzeki i ścieżki
- Figura Ukrzyżowania – Běloves, ul. Kladská, obok domu nr 200, na skrzyżowaniu ul. Kladskéj i ul. Na Koletověj

## Osobistości
- Josef Škvorecký – (* 27.09.1924 Náchod; † 03.01.2012 Toronto), pisarz
- Josef Tošovský – premier Rep.Czeskiej w latach 1997–1998
- Jan Letzel(inne języki) (* 09.04.1880. Náchod; † 26.12.1925 Praga), architekt
- Adolf Erben(inne języki) (* 10.10.1904 Náchod; † 16.02.1987 Brno), architekt
- Sláva Vorlová (* 15.03.1894 Náchod † 24.08.1973 Praga), pisarka
- Vratislav Lokvenc (* 27.09.1973), piłkarz
- Václav Erben (* 02.11.1930 Náchod – † 19.04.2003 Praga), pisarz,
- Miroslav Středa(inne języki) – (*18.5.1945 Náchod; † 30.10.2021 Most), aktor[5]
- Luba Skořepová – (*21.9.1923 Náchod; † 23.12.2016 Praga), aktorka[6]

## Miasta partnerskie
- Kłodzko, Polska
- Kudowa-Zdrój, Polska
- Warrington, Wielka Brytania
- Halberstadt, Niemcy

## Galeria

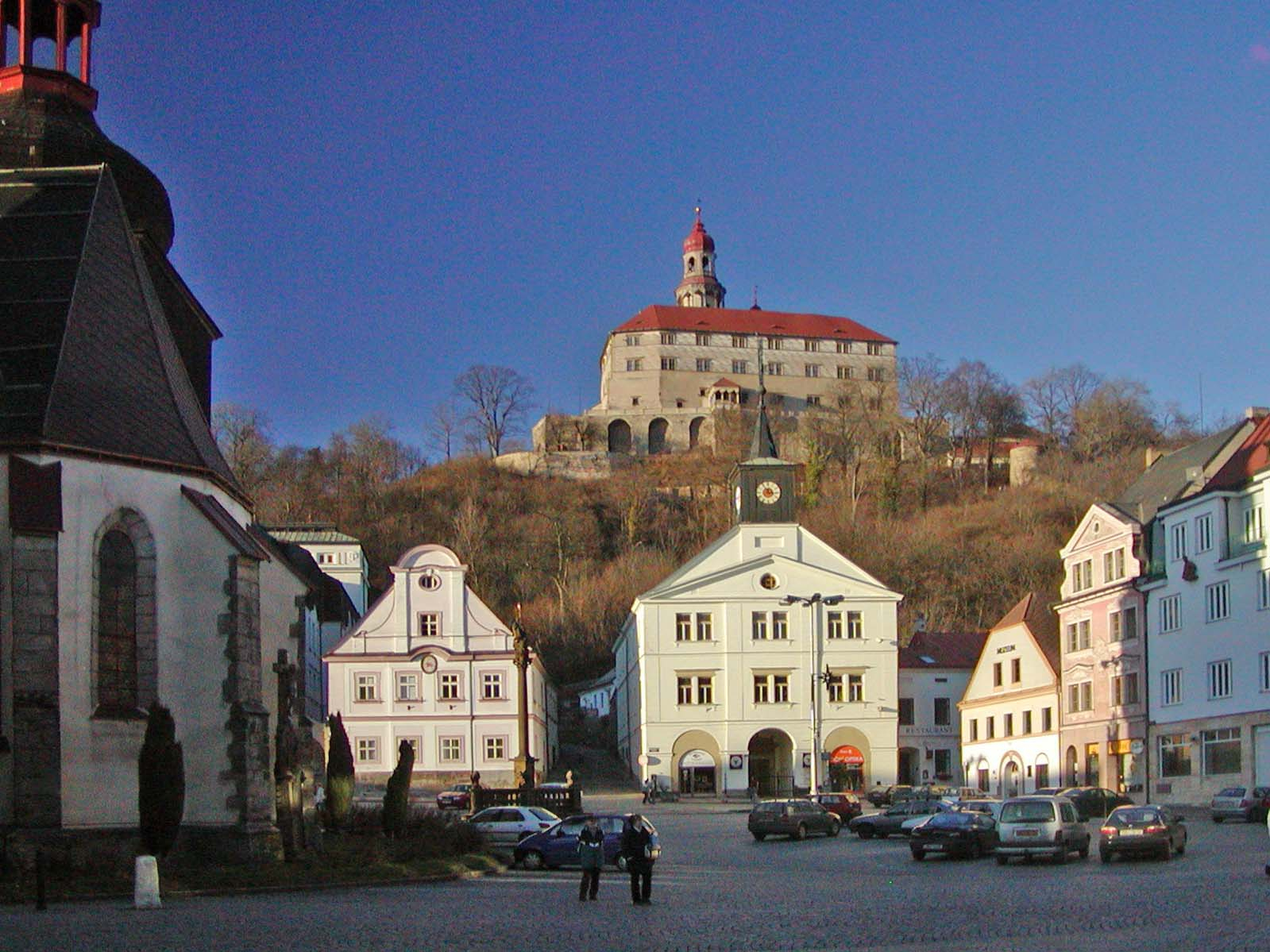
Widok rynku i zamku
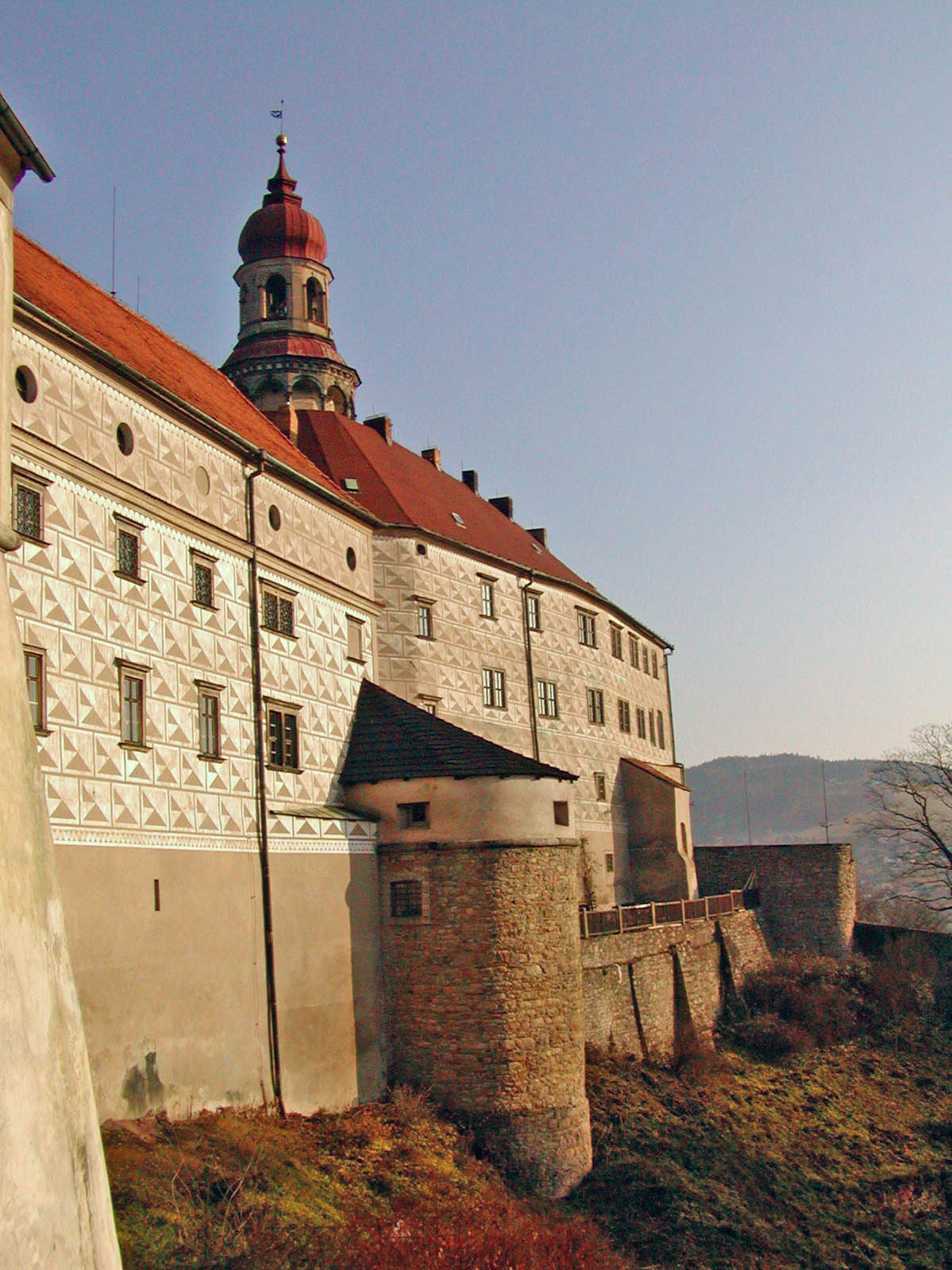
Widok na zamek górny
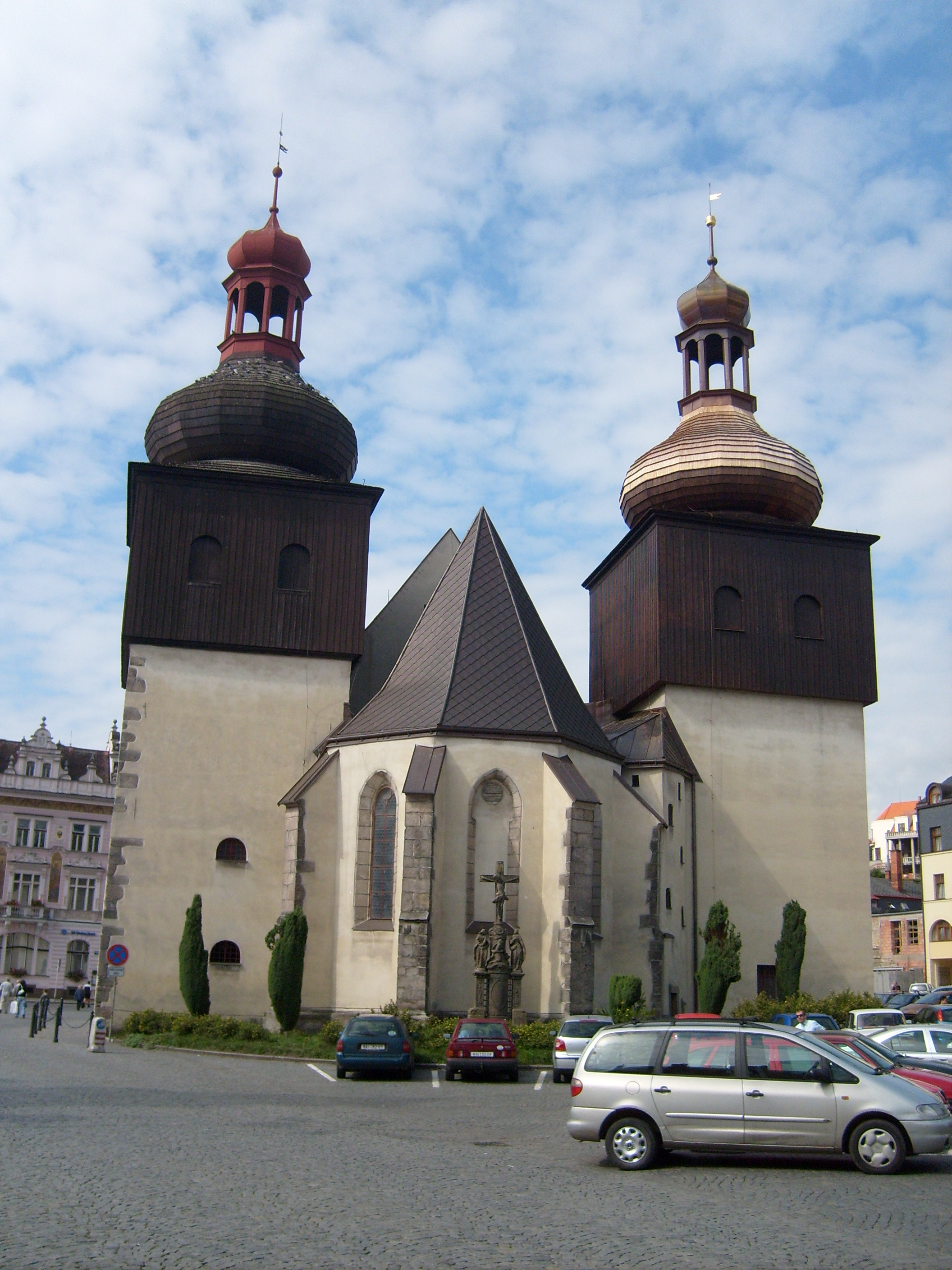
Kościół św. Wawrzyńca na rynku
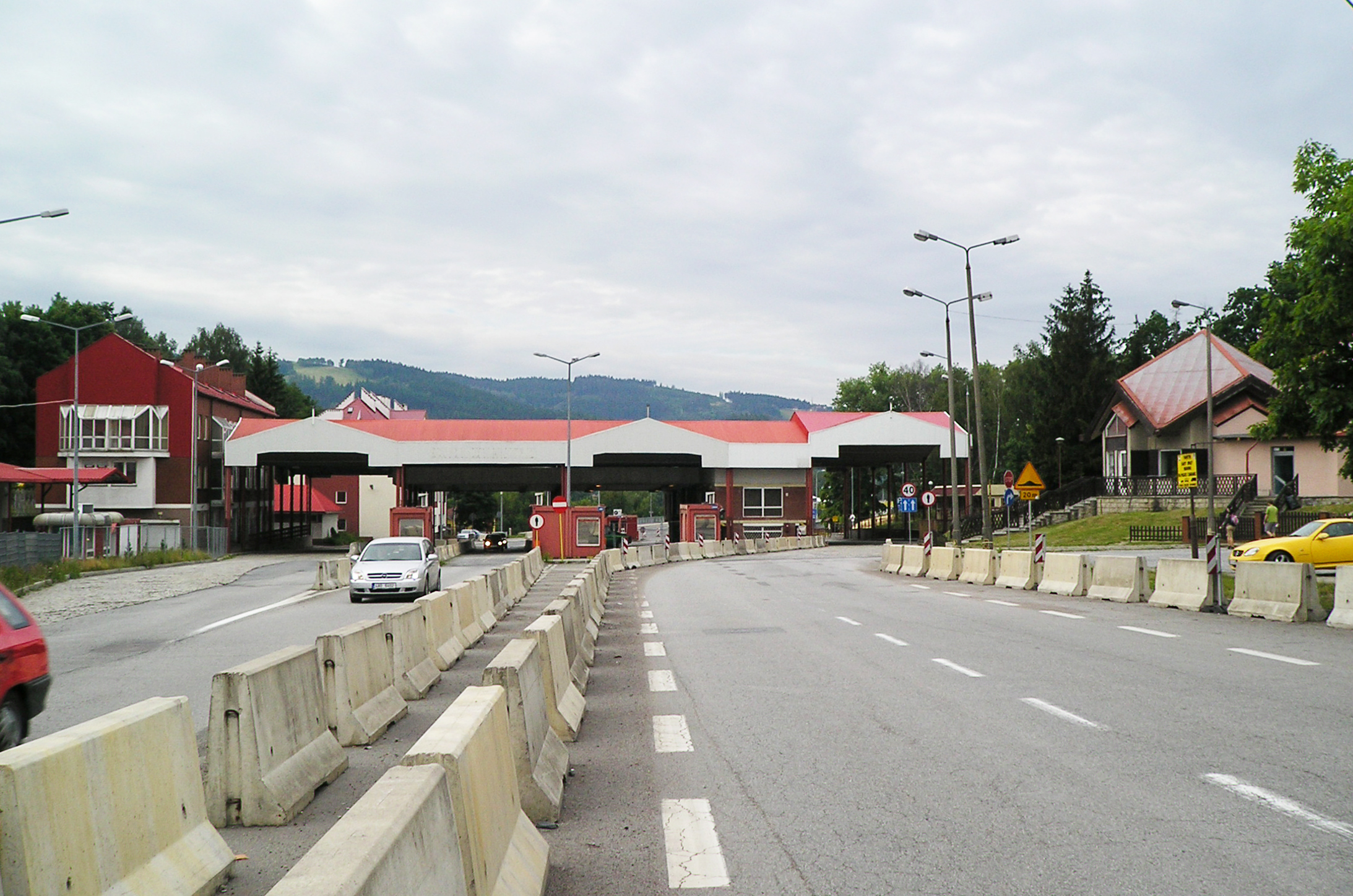
Dawne przejście graniczne w Náchodzie